# Palazzo Pollicarini

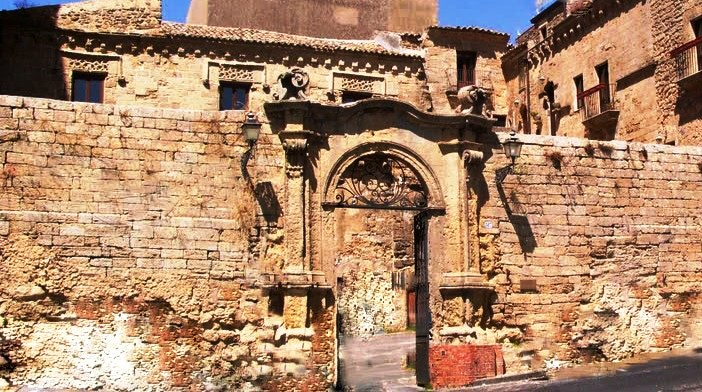
Dettaglio ingresso principale Palazzo Pollicarini

Palazzo Pollicarini si trova in via Roma ad Enna, antistante la piazza Colajanni.

## Descrizione
Dimora gentilizia e fortificata risalente al XV secolo, in stile gotico siciliano influenzato dal gotico-catalano. L'imponente portale di ingresso, sormontato da un'elegante cornice, introduce nel cortile, in cui si apre un portico a sesto acuto, coronato a raggiera. L'edificio si sviluppa su due piani. Una grande scalinata monumentale collega il cortile al piano nobile e alle sale di rappresentanza (tra cui la sala Magna); il piano è illuminato da tre finestre rettangolari a cui si sovrappone una cornice traforata con arabeschi; mentre al piano sottotetto si trovavano ubicati gli alloggi della servitù. A coronamento si trova un cornicione composto da archetti e cornici sagomate aragonesi. Fu dimora di famiglie illustri e nobili, tra cui Falanga e Petroso, che contribuirono nei secoli a mantenere il decoro e lo splendore di questo edificio, ma ad oggi ingiustamente trascurato. Dal secolo XIX il Palazzo è di proprietà della famiglia Patelmo, avvocati e latifondisti ennesi, che hanno proceduto al restauro della facciata del piano nobile.

## Famiglie legate al Palazzo Pollicarini

### Falanga

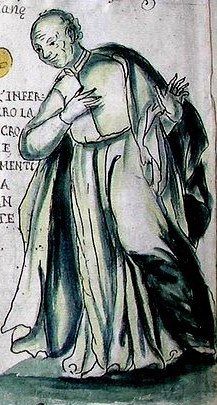
Ritratto Don Michelangelo Falanga, manoscritto Archivio Storico Enna

Nobile famiglia originaria di Messina che godette nobiltà nell'antica Castrogiovanni (attuale Enna). La prima comparsa di questa famiglia in testi ufficiali risale al 1184 con Maimono Falanga, nobile giurato della città di Messina (archivio di Stato di Messina, fondo pergamentale, sec. XII, unità doc.  S.Maria la Pietà). Lo storico Antonio Capece Minutoli da per ceppo documentabile  un Melchiorre  nobiluomo di Castrogiovanni (1400), avo di Antonio nobiluomo di Messina, armatore  e comandante della nave  “Santa Maria delle Scale” (1416 – archivio di Stato di Messina, fondo notarile del 27/04/1416) e di Diana Falanga moglie dell'infante don Juan de Austri (Giovanni d'Austria). Nel 1600 altro Melchiorre, figlio del domino Signorello e Agata La Coppera, contrae matrimoni con donna Jacopella; figli di questi furono Antonina baronessa di Casal di Pietra, Giovan Tommaso barone di Scarpello e Pollicarini e Giovan Petrus nobile dei baroni di Scarpello, signore di Castrogiovanni e Noto, cavaliere del Sacro Ordine di Gerusalemme (doc. Memorie Gran Priorato di Messina). Degni di nota: Antonina Falanga figlia di Melchiorre, moglie del nobile Giovan Matteo Notarbartolo barone di Casal di Petre; Don Michelangelo Falanga, Reverendo Sacerdote della Chiesa di S.Tommaso di Enna, teologo e scrittore; Michele Falanga (1865 - 1937) figlio di Giuseppe e Polimeni Vincenza, poeta, pittore e narratore (ramo Messinese).

### Petroso
Famiglia di antica nobiltà in Enna. Lo storico Pirri fa risalire all'epoca del conte Ruggiero ed il Mugnos ne riporta per primo ceppo un Manfredo Petroso onorato di varie cariche da re Federico II. Da questo acquistò il feudo e casale di Bubunetto (jure francorum) nel 1229.  Massimiliano figlio ultrogenito di Giacomo, acquisì il feudo di Pollicarini a seguito matrimonio con la nobile Maria Falanga figlia di Melchiorre. Da tale unione nasce Giovanni Tommaso e Francesco Petroso; Giovanni s'investì quale figlio primogenito degli spettanti titoli, il 26 gennaio 1622 per la morte della madre Maria Falanga in Petroso e per il passaggio della corona a Filippo IV. Altri personaggi di nota furono fra' Carlo 1578 e fra' Giuseppe 1595 cavalieri gerosolimitani e don Giovanni 1671, colonnello della Veneta Repubblica. Di particolare nota un Antonio barone di Bubunetto e un Pompilio barone di Ragalmursuri.